# The Glass Factory

The Glass Factory är ett svenskt kommunalt glasmuseum med tillhörande glashytta i orten Boda glasbruk i Emmaboda kommun.
Emmaboda kommun förvärvade 2009 glassamlingar och bruksarkiv från Boda glasbruk, Åfors glasbruk och Kosta glasbruk av Orrefors Kosta Boda AB för att tillgängliggöra dem i ett museum. Lokalerna i Boda glasbruk förvärvades, varefter The Glass Factory invigdes i juni 2011.
The Glass Factory har en konstglassamling på cirka 40 000 föremål från olika glasbruk av ett femtiotal konstnärer, från 1700-talet fram till idag. Museets verksamhet omfattar permanenta och  tillfälliga utställningar samt pedagogisk verksamhet för barn och ungdomar. Bland representerade konstnärer och formgivare i museets samling är Edvin Ollers, Sven "X:et" Erixson, Vicke Lindstrand, Göran Wärff, Ann Wolff, Erik Höglund, Monica Backström, Signe Persson-Melin, Bertil Vallien, Ulrica Hydman-Vallien, Kjell Engman, Ludvig Löfgren och Åsa Jungnelius.
I anslutning till utställningarna finns en glashytta, där glastillverkning sker. Samtida formgivare arbetar och experimenterar där med materialet.